# Jordellekrager
Jordellekrager er en lille familie af skrigefugle, der kun findes på Madagaskar. Familien har tre slægter med fem arter.
Familie Jordellekrager Brachypteraciidae
- Jordellekrage, Brachypteracias leptosomus
- Skællet ellekrage, Brachypteracias squamigera
- Blåpandet ellekrage, Atelornis pittoides
- Rødbrun ellekrage, Atelornis crossleyi
- Langhalet ellekrage, Uratelornis chimaera